# Jean-Daniel Colladon
Jean-Daniel Colladon (ur. 15 grudnia 1802 w Genewie, zm. 30 czerwca 1893 tamże) – szwajcarski fizyk, wynalazca i inżynier, profesor Uniwersytetu Genewskiego, znany z pionierskich prac w dziedzinach akustyki, optyki, mechaniki i inżynierii przemysłowej. Najbardziej znany jest z dokładnego pomiaru prędkości dźwięku w wodzie oraz eksperymentów z prowadzeniem światła, które uznaje się za prekursorów technologii światłowodowej.

## Życiorys

### Edukacja i początki kariery
Colladon początkowo studiował prawo w Genewie, a następnie w latach 1825–1826 wyjechał do Paryża, gdzie studiował matematykę i fizykę oraz przeprowadzał eksperymenty w laboratoriach Collège de France, współpracując m.in. z André-Marie Ampèrem. W tym okresie opracował czuły galwanometr do badania elektryczności atmosferycznej oraz testowania efektywności urządzeń przeciwgradowych.

### Pomiar prędkości dźwięku w wodzie
W 1826 roku Colladon przeprowadził słynny eksperyment na Jeziorze Genewskim, mający na celu zmierzenie prędkości dźwięku w wodzie. Użył zanurzonego dzwonu i specjalnego słuchowego tubusu, za pomocą którego odbierał dźwięk pod wodą. Zarejestrował czas pomiędzy sygnałem świetlnym a dźwiękowym, uzyskując wartość 1435 m/s – wynik bardzo bliski obliczeniom teoretycznym Pierre’a-Simona Laplace’a.

### Optyka i światłowody
W 1841 roku Colladon przeprowadził demonstrację zjawiska całkowitego wewnętrznego odbicia światła w zakrzywionym strumieniu wody. Pokazał, że światło może podążać wzdłuż zakrzywionej trajektorii, jeśli zostanie „uwięzione” w przezroczystym strumieniu cieczy. Demonstracja została opublikowana w 1842 roku w czasopiśmie Comptes rendus Francuskiej Akademii Nauk i była jednym z pierwszych przykładów optycznego prowadzenia światła – technologii, która wiele lat później stała się podstawą światłowodów.
W świecie anglosaskim uznanie za odkrycie przypisywane jest często Johnowi Tyndallowi, który powtórzył eksperyment dopiero w 1854 roku.

### Prace inżynieryjne i wynalazki
Colladon opracował również systemy oświetlenia gazowego, które wdrożono w Genewie w 1844 roku. Jego kolejnym znaczącym osiągnięciem było zaprojektowanie systemu sprężonego powietrza do wiercenia tuneli, który zastosowano m.in. przy budowie tunelu kolejowego Świętego Gotarda. Za tę innowację otrzymał w 1885 roku Prix Fourneyron przyznawane przez Francuską Akademię Nauk.

## Dziedzictwo
Choć Jean-Daniel Colladon nie zyskał światowej sławy na miarę innych współczesnych mu uczonych, jego dorobek obejmuje fundamentalne eksperymenty i innowacje, które wywarły wpływ na rozwój nowoczesnych technologii, takich jak światłowody, akustyka podwodna czy maszyny parowe.